# Mandétalen

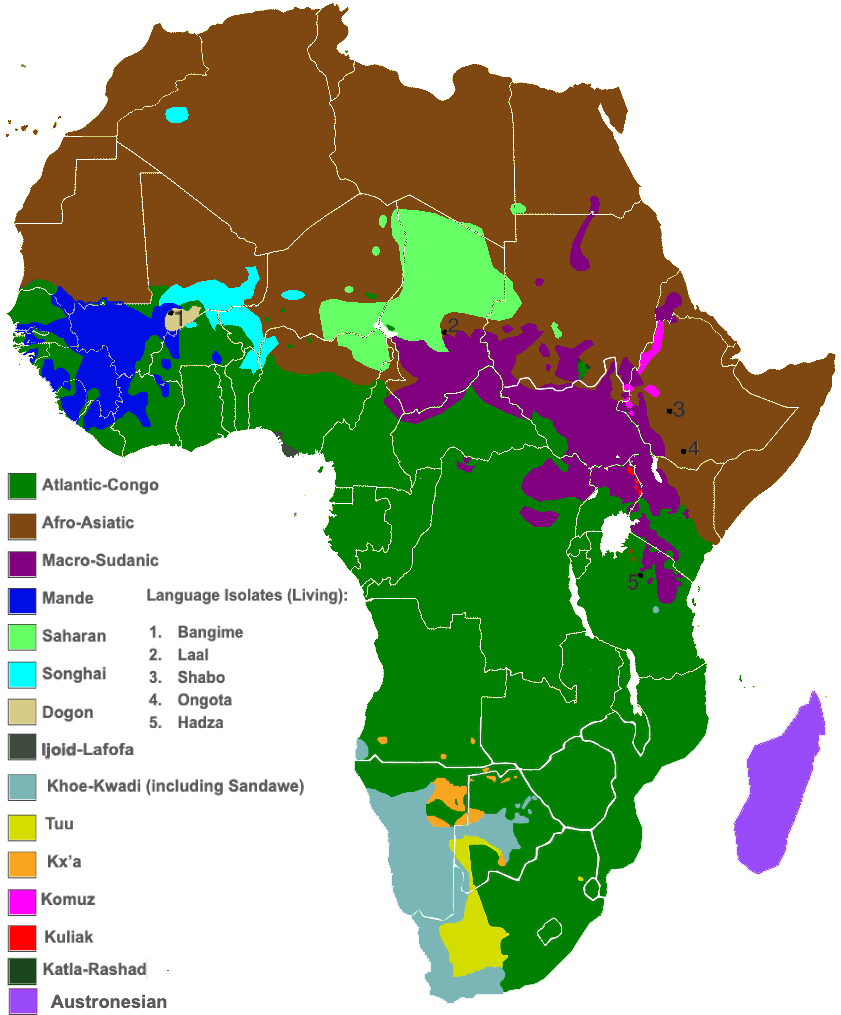
Kaart van Afrika met het gebied waar Mandétalen worden gesproken in het donkerblauw

De Mandétalen  zijn een groep verwante talen die worden gesproken in verschillende landen in West-Afrika door de Mandé-bevolking. Tot deze talengroep behoren het Mandinka, Maninka, Soninke, Bambara, Dioula, Bozo, Mende, Susu en Vai. Miljoenen mensen spreken deze talen, met namen in Burkina Faso, Mali, Senegal, Gambia, Guinea, Guinea-Bissau, Sierra Leone, Liberia en Ivoorkust.
De Mandétalen werden in 1854 voor het eerst als aparte groep onderscheiden door Sigismund Wilhelm Kölle, die in zijn Polyglotta Africana 13 talen binnen deze familie onderscheidt. Later (1901) maakte de Franse taalkundige en etnograaf Maurice Delafosse een verdere onderverdeling.

## Omstreden classificatie
De Mandétalen werden oorspronkelijk beschouwd als een aftakking van de Niger–Congotalen. Ook taalkundige Joseph Greenberg beschouwde ze als zodanig, maar deze classificatie is altijd controversieel geweest. Roger Blench stelt dat de Mandétalen zich reeds in een vroeg stadium van de Niger-Congotalen hebben afgescheiden. Dit zou verklaren waarom ze bepaalde voor de voornoemde familie typische kenmerken (zoals het systeem van nominale klassen) niet bezitten. Volgens Gerrit Dimmendaal echter moeten de Mandétalen als een geheel op zichzelf staande taalfamilie gezien worden.